# Duitse militaire begraafplaats in Vicht
De Duitse militaire begraafplaats in Vicht is een militaire begraafplaats in Noordrijn-Westfalen, Duitsland. Op de begraafplaats liggen omgekomen Duitse militairen en burgers uit de Tweede Wereldoorlog.

## Begraafplaats
Op de kleine begraafplaats rusten dertien Duitse militairen en negentien burgers. Ze kwamen allen om het leven tijdens de slag om Vicht, onderdeel van de slag om het Hürtgenwald.